# Kanton Chambéry-Est
Der Kanton Chambéry-Est war von 1985 bis 2015 ein französischer Wahlkreis im Département Savoie. Er umfasste den östlichen Teil der Departementshauptstadt Chambéry. Die landesweiten Änderungen in der Zusammensetzung der Kantone brachten zum März 2015 seine Auflösung.

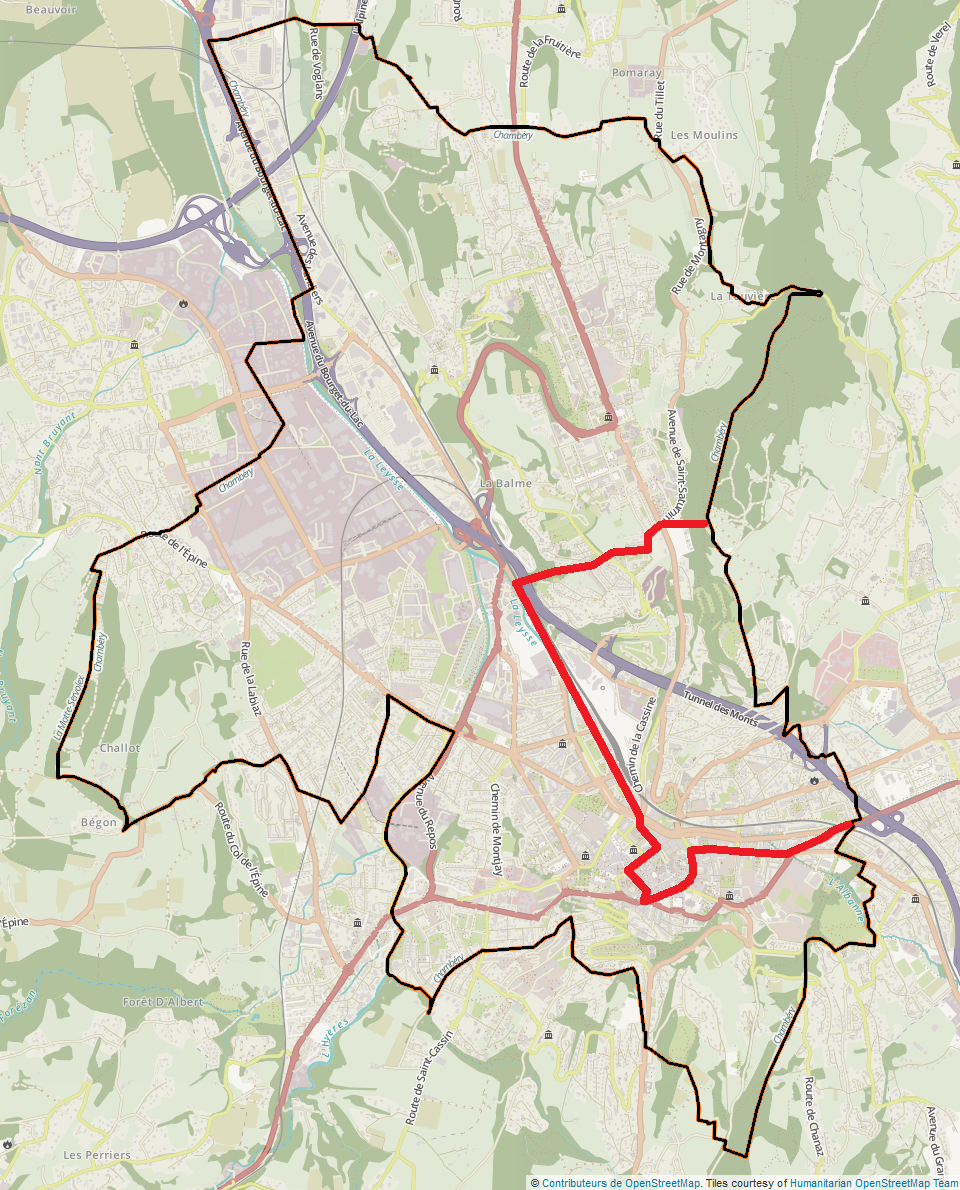
Lage des ehemaligen Kantons Chambéry-Est in Chambéry